# Basketball Bundesliga de 1997–98
A Temporada 1997–98 da Basketball Bundesliga foi a 32.ª edição da principal competição de basquetebol masculino na Alemanha disputada entre 5 de outubro de 1997 e 8 de março de 1998. A equipe do Alba Berlim conquistou seu segundo título nacional, sendo este de maneira consecutiva.

## Equipes participantes
| Clube                   | Localização           |
| ----------------------- | --------------------- |
| ALBA Berlin             | Berlim                |
| Basket Bayreuth         | Bayreuth              |
| TSV Bayer 04 Leverkusen | Leverkusen            |
| Ruhr Devils             | Herten                |
| Brandt Hagen            | Hagen                 |
| MTV 1846 Giessen        | Giessen               |
| SG FT/MTV Braunschweig  | Brunsvique            |
| SSV ratiopharm Ulm 1846 | Ulm                   |
| SV Tally Oberelchingen  | Elchingen             |
| Telekom Baskets Bonn    | Bona                  |
| TTL uniVersa Bamberg    | Bamberga              |
| TV Tatami Rhöndorf      | Bad Honnef            |
| TVG Basketball Trier    | Tréveris              |
| USC Freiburg            | Friburgo em Brisgóvia |

## Classificação Fase Regular
| Pos. | Clube                   | J  | V  | Pts      | Pt+:Pt-   | Classificação |
| ---- | ----------------------- | -- | -- | -------- | --------- | ------------- |
| 1    | Alba Berlin             | 21 | 3  | 42:06:00 | 2235:1870 | Playoffs      |
| 2    | Telekom Baskets Bonn    | 19 | 5  | 38:10:00 | 2028:1871 | Playoffs      |
| 3    | TTL uniVersa Bamberg    | 15 | 9  | 30:18:00 | 1889:1833 | Playoffs      |
| 4    | TVG Basketball Trier    | 14 | 10 | 28:20:00 | 2138:2099 | Playoffs      |
| 5    | TV Tatami Rhöndorf      | 14 | 10 | 28:20:00 | 1969:1962 | Playoffs      |
| 6    | SG FT/MTV Braunschweig  | 13 | 11 | 26:22:00 | 2138:2046 | Playoffs      |
| 7    | SSV ratiopharm Ulm 1846 | 12 | 12 | 24:24:00 | 2012:2032 | Playoffs      |
| 8    | TSV Bayer 04 Leverkusen | 12 | 12 | 24:24:00 | 2008:2004 | Playoffs      |
| 9    | MTV 1846 Giessen        | 11 | 13 | 22:26:00 | 1994:2026 | Playouts      |
| 10   | Brandt Hagen            | 9  | 15 | 18:30    | 1859:1896 | Playouts      |
| 11   | Basket Bayreuth         | 8  | 16 | 16:32    | 1768:1915 | Playouts      |
| 12   | SV Tally Oberelchingen  | 7  | 17 | 14:34    | 1883:2041 | Playouts      |
| 13   | USC Freiburg            | 1  | 23 | 02:46    | 1687:2014 | Playouts      |
| 14   | Ruhr Devils             | 0  | 0  | 00:00    | 00:00     | Playouts      |

## Playoffs
|  | Quartas de final | Quartas de final        | Quartas de final     |                         |   | Semifinais              | Semifinais | Semifinais |  |  | Final | Final       | Final |
|  |                  |                         |                      |                         |   |                         |            |            |  |  |       |             |       |
|  |                  |                         |                      |                         |   |                         |            |            |  |  |       |             |       |
|  | 1                | Alba Berlin             | 4                    |                         |   |                         |            |            |  |  |       |             |       |
|  | 8                | TSV Bayer 04 Leverkusen | 0                    |                         |   |                         |            |            |  |  |       |             |       |
|  | 8                | TSV Bayer 04 Leverkusen | 0                    |                         |   | Alba Berlin             | 3          |            |  |  |       |             |       |
|  |                  |                         |                      |                         |   | Alba Berlin             | 3          |            |  |  |       |             |       |
|  |                  |                         | TVG Basketball Trier | 0                       |   |                         |            |            |  |  |       |             |       |
|  | 4                | TVG Basketball Trier    | TVG Basketball Trier | 0                       | 4 |                         |            |            |  |  |       |             |       |
|  | 4                | TVG Basketball Trier    |                      |                         | 4 |                         |            |            |  |  |       |             |       |
|  | 5                | TV Tatami Rhöndorf      | 1                    |                         |   |                         |            |            |  |  |       |             |       |
|  |                  |                         |                      |                         |   |                         |            |            |  |  |       | Alba Berlin | 3     |
|  |                  |                         |                      | SSV ratiopharm Ulm 1846 | 0 |                         |            |            |  |  |       |             |       |
|  | 2                | Telekom Baskets Bonn    | 1                    |                         |   |                         |            |            |  |  |       |             |       |
|  | 7                | SSV ratiopharm Ulm 1846 | 4                    |                         |   |                         |            |            |  |  |       |             |       |
|  | 7                | SSV ratiopharm Ulm 1846 | 4                    |                         |   | SSV ratiopharm Ulm 1846 | 3          |            |  |  |       |             |       |
|  |                  |                         |                      |                         |   | SSV ratiopharm Ulm 1846 | 3          |            |  |  |       |             |       |
|  |                  |                         | TTL uniVersa Bamberg | 2                       |   |                         |            |            |  |  |       |             |       |
|  | 3                | TTL uniVersa Bamberg    | TTL uniVersa Bamberg | 2                       | 4 |                         |            |            |  |  |       |             |       |
|  | 3                | TTL uniVersa Bamberg    |                      |                         | 4 |                         |            |            |  |  |       |             |       |
|  | 6                | SG FT/MTV Braunschweig  | 1                    |                         |   |                         |            |            |  |  |       |             |       |

## Campeões da Basketball Bundesliga (BBL) 1997–98
| Campeões da BBL 1997–98 |
| ----------------------- |
| Alba Berlim 2.º título  |

## Clubes alemães em competições europeias
| Clube                   | Competição    | Resultado                                                     |
| ----------------------- | ------------- | ------------------------------------------------------------- |
| Alba Berlin             | FIBA Euroliga | Eliminado nas Quartas de finais por PAOK (77-75;60-81;104-71) |
| TVG Basketball Trier    | Copa Korać    | Eliminado 3ª Fase por Cholet (75-85;70-85)                    |
| SV Tally Oberelchingen  | Copa Korać    | Eliminado Fase de Grupos (4º no Gr. A com 1v - 5d)            |
| TTL uniVersa Bamberg    | Copa Korać    | Eliminado 3ª Fase por Papagou (71-60;46-69)                   |
| Telekom Baskets Bonn    | Copa Korać    | Eliminado Fase de Grupos (3º Gr. O (2v-4d)                    |
| TSV Bayer 04 Leverkusen | FIBA EuroCopa | Eliminado na Ronda dos 32 por Panathinaikos (64-86;71-83)     |
| TV Tatami Rhöndorf      | FIBA EuroCopa | Eliminado no Top16 por Avtodor (50-71;76-89)                  |